# Maeda Yuki Zenkyoku Shū ~Kenchana~
Albums de Yuki Maeda
Busan Hatsu ~Kankoku Series Best~
(2011)
Singles
 Maeda Yuki Zenkyoku Shū ~Kenchana~  (前田有紀 全曲集 ~ケンチャナ~, ou Shuu...) est le premier album de Yuki Maeda, en fait une compilation de ses singles, sorti le 9 septembre 2009 au Japon sous le label Rice Music. Étant un disque de genre musical enka apprécié des plus âgés, il sort aux formats CD et cassette audio. 
C'est le premier disque de la chanteuse à sortir après sa graduation (départ) du Hello! Project en mars précédent.
L'album contient, dans leur ordre chronologique de parution (à l'exception des deux titres du dernier single, placés au début), les chansons-titres de ses neuf premiers singles sortis jusqu'alors entre 2000 et 2009, ainsi que la plupart des chansons de "face B" (seules manquant celles des trois premiers singles). Il contient aussi à la fin une deuxième version inédite ré-interprétée en coréen de la chanson du dernier single. Seuls cinq de ces titres étaient déjà parus en album, sur les compilations annuelles du Hello! Project de la série Petit Best sorties entre 2003 et 2007.

## Liste des titres
1. Kenchana ~Daijōbu~  (ケンチャナ～大丈夫～?) (9e single)
2. Seoul no Ame  (ソウルの雨?) ("face B" du précédent)
3. Naki Usagi  (鳴きうさぎ?) (1er single)
4. Tokyo You Turn  (東京 You ターン?) (2e single)
5. Tokyo, Yoimachigusa  (東京, 宵町草?) (3e single)
6. Tokyo Kirigirisu  (東京きりぎりす?) (4e single)
7. Kaeri Sobireta Furusato wa  (帰りそびれた故郷は?) ("face B" du précédent)
8. Sarasara no Kawa  (さらさらの川?) (5e single)
9. Sore wa Fushigi  (それは不思議?) ("face B" du précédent)
10. Nishi Shinjuku de Atta Hito  (西新宿で逢ったひと?) (6e single)
11. Tsuki Ressha  (月列車?) ("face B" du précédent)
12. Omae no Namida wo Ore ni Kure  (お前の涙を俺にくれ?) (7e single)
13. Kaze Kaikyō  (風海峡?) ("face B" du précédent)
14. Ai Ai Daiko  (相愛太鼓?) (8e single)
15. Zanza Koishigure (ざんざ恋しぐれ?) ("face B" du précédent)
16. Kenchana ~Daijōbu~ (Sabi : Kankoku Version)  (ケンチャナ～大丈夫～) (サビ：韓国語バージョン?) (version inédite)